# Eusphecia pimplaeformis
Eusphecia pimplaeformis is een vlinder uit de familie wespvlinders (Sesiidae), onderfamilie Sesiinae.
Eusphecia pimplaeformis is voor het eerst wetenschappelijk beschreven door Oberthür in 1872. De soort komt voor in het Palearctisch gebied.